# Iñaki Urdangarin
Iñaki Urdangarin Liebaert (Zumárraga, 15 gennaio 1968) è un ex pallamanista spagnolo, è stato duca consorte di Palma di Maiorca in seguito al suo matrimonio con l'infanta Cristina di Borbone-Spagna, titolo restituito alla Corona nel 2015 dal re Filippo VI.

## Biografia

### Attività sportiva
Iñaki Urdangarin ha militato nella squadra di pallamano del Barcellona per quattordici stagioni, dal 1986 al 2000. Con la nazionale di pallamano spagnola ha partecipato a tre edizioni dei Giochi olimpici, vincendo due medaglie di bronzo ad Atlanta 1996 e Sydney 2000, oltre alla medaglia di bronzo al campionato europeo del 2000.

### Matrimonio
Nel 1997 ha sposato Cristina di Borbone-Spagna a Barcellona. La coppia ha quattro figli Juan Valentín, Pablo Nicolás, Miguel e Irene e dal 2009 la famiglia ha vissuto a Washington. Il 24 gennaio 2022 l'Agencia EFE ha annunciato l'interruzione del rapporto coniugale di Iñaki e dell'infanta Cristina.

### Inchiesta
Nel novembre 2011 è stato accusato dalla procura spagnola di aver sottratto una grossa somma di denaro dai fondi di un'organizzazione senza scopo di lucro di cui era al vertice. Lo scandalo ha costretto la famiglia reale a prendere le distanze da Urdangarin, che a dicembre è stato escluso ufficialmente dalle cerimonie pubbliche e il 17 febbraio 2017 è stato condannato a sei anni e tre mesi di carcere.

## Carriera sportiva

### Barcellona
- Titoli internazionali:
  - 6 Coppe Campioni (1990-1991, 1995-1996, 1996-1997, 1997-1998, 1998-1999, 1999-2000)
  - 2 Coppe delle Coppe (1993-1994, 1994-1995)
  - 4 Supercoppe europee (1995-1996, 1996-1997, 1997-1998, 1998-1999)
- Titoli nazionali:
  - 10 campionati spagnoli (1987-88, 1988-89, 1989-90, 1990-91, 1991-92, 1995-96, 1996-97, 1997-98, 1998-99, 1999-00)
  - 7 Coppe del Re (1987-1988, 1989-1990, 1992-1993, 1993-1994, 1996-1997, 1997-1998, 1999-2000)
  - 9 Supercoppe di Spagna (1986-1987, 1988-1989, 1989-1990, 1990-1991, 1991-1992, 1993-1994, 1996-1997, 1997-1998, 1999-2000)
  - 3 Coppe ASOBAL (1994-1995, 1995-1996, 1999-2000)

### Nazionale spagnola
154 presenze, con la partecipazione a 9 competizioni internazionali:
- Olimpiadi:
  - Barcellona 1992: 5º
  - Atlanta 1996: 3º
  - Sydney 2000: 3º
- Campionato del mondo di pallamano:
  - juniores Spagna 1989: 2º
  - Svezia 1993: 5º
  - Giappone 1997: 7º
  - Egitto 1999: 4º
- Campionato europeo di pallamano:
  - Portogallo 1994: 5º
  - Croazia 2000: 3º

## Albero genealogico
|                                    |                          |                                            | Genitori                                |  |  | Nonni |  |  | Bisnonni                      |  |  | Trisnonni                      |  |
|                                    |                          |                                            |                                         |  |  |       |  |  | Diego Urdangarin Arrizabalaga |  |  | Juan Miguel Urdangarin Zarranz |  |
|                                    |                          |                                            |                                         |  |  |       |  |  | Diego Urdangarin Arrizabalaga |  |  | Juan Miguel Urdangarin Zarranz |  |
|                                    |                          | María Martina Arrizabalaga Mendizábal      |                                         |  |  |       |  |  | Diego Urdangarin Arrizabalaga |  |  |                                |  |
| Laureano Urdangarin Larrañaga      |                          |                                            |                                         |  |  |       |  |  | Diego Urdangarin Arrizabalaga |  |  |                                |  |
|                                    |                          | María Luciana Larrañaga Mendizábal         | Antonio María Larrañaga Gallástegui     |  |  |       |  |  |                               |  |  |                                |  |
|                                    |                          | María Luciana Larrañaga Mendizábal         | Antonio María Larrañaga Gallástegui     |  |  |       |  |  |                               |  |  |                                |  |
|                                    |                          | María Luciana Larrañaga Mendizábal         | María Micaela Mendizábal Murguiondo     |  |  |       |  |  |                               |  |  |                                |  |
| Juan María Urdangarin Berriochoa   |                          | María Luciana Larrañaga Mendizábal         |                                         |  |  |       |  |  |                               |  |  |                                |  |
|                                    |                          | Aniceto Jenaro Berriochoa Berrizábalbeitia | Andrés Mateo Berriochoa Garaizábal      |  |  |       |  |  |                               |  |  |                                |  |
|                                    |                          | Aniceto Jenaro Berriochoa Berrizábalbeitia | Andrés Mateo Berriochoa Garaizábal      |  |  |       |  |  |                               |  |  |                                |  |
|                                    |                          | Aniceto Jenaro Berriochoa Berrizábalbeitia | Ana Tomasa Berrizábalbeitia Cortabarría |  |  |       |  |  |                               |  |  |                                |  |
| Ana Berriochoa Elgarresta          |                          | Aniceto Jenaro Berriochoa Berrizábalbeitia |                                         |  |  |       |  |  |                               |  |  |                                |  |
|                                    |                          | Juliana Elgarresta Arrizabalaga            | José María Elgarresta Legórburu         |  |  |       |  |  |                               |  |  |                                |  |
|                                    |                          | Juliana Elgarresta Arrizabalaga            | José María Elgarresta Legórburu         |  |  |       |  |  |                               |  |  |                                |  |
|                                    |                          | Juliana Elgarresta Arrizabalaga            | Josefa Nicolasa Arrizabalaga Lizarralde |  |  |       |  |  |                               |  |  |                                |  |
| Iñaki Urdangarin Liebaert          |                          | Juliana Elgarresta Arrizabalaga            |                                         |  |  |       |  |  |                               |  |  |                                |  |
|                                    | Firmin François Liebaert | Augustinus Franciscus Liebaert             |                                         |  |  |       |  |  |                               |  |  |                                |  |
|                                    | Firmin François Liebaert | Augustinus Franciscus Liebaert             |                                         |  |  |       |  |  |                               |  |  |                                |  |
|                                    | Firmin François Liebaert | Pélagie Verbouw                            |                                         |  |  |       |  |  |                               |  |  |                                |  |
| Guillaume Pierre Liebaert          | Firmin François Liebaert |                                            |                                         |  |  |       |  |  |                               |  |  |                                |  |
|                                    |                          | Pharaïlde Marie Vercruysse                 | Clement Vercruysse                      |  |  |       |  |  |                               |  |  |                                |  |
|                                    |                          | Pharaïlde Marie Vercruysse                 | Clement Vercruysse                      |  |  |       |  |  |                               |  |  |                                |  |
|                                    |                          | Pharaïlde Marie Vercruysse                 | Coleta Van Steelant                     |  |  |       |  |  |                               |  |  |                                |  |
| Claire Françoise Liebaert Courtain |                          | Pharaïlde Marie Vercruysse                 |                                         |  |  |       |  |  |                               |  |  |                                |  |
|                                    |                          | Josephus Ludovicus Jacobus Courtain        | …                                       |  |  |       |  |  |                               |  |  |                                |  |
|                                    |                          | Josephus Ludovicus Jacobus Courtain        | …                                       |  |  |       |  |  |                               |  |  |                                |  |
|                                    |                          | Josephus Ludovicus Jacobus Courtain        | …                                       |  |  |       |  |  |                               |  |  |                                |  |
| Marie Emilie Courtain              |                          | Josephus Ludovicus Jacobus Courtain        |                                         |  |  |       |  |  |                               |  |  |                                |  |
|                                    |                          | Maria Ludovica Genicot                     | Franciscus Philippus Genicot            |  |  |       |  |  |                               |  |  |                                |  |
|                                    |                          | Maria Ludovica Genicot                     | Franciscus Philippus Genicot            |  |  |       |  |  |                               |  |  |                                |  |
|                                    |                          | Maria Ludovica Genicot                     | Maria Isabella Cornelia Salsmans        |  |  |       |  |  |                               |  |  |                                |  |
|                                    |                          | Maria Ludovica Genicot                     |                                         |  |  |       |  |  |                               |  |  |                                |  |